# جنوب كلابهام (محطة مترو أنفاق لندن)
جنوب كلابهام (بالإنجليزية: Clapham South) هي إحدى محطات مترو أنفاق لندن.
- تقع عند زاوية” Balham Hill“ / “Nightingale Lane في جنوب Clapham، وهي نقطة وصل رئيسية لمنطقة سكنية وحيوية تضم العديد من البنوك والمحال التجارية  .
- تُعد نقطة انطلاق مثالية للأحياء المجاورة مثل Clapham Common وClapham North.

## معرض صور

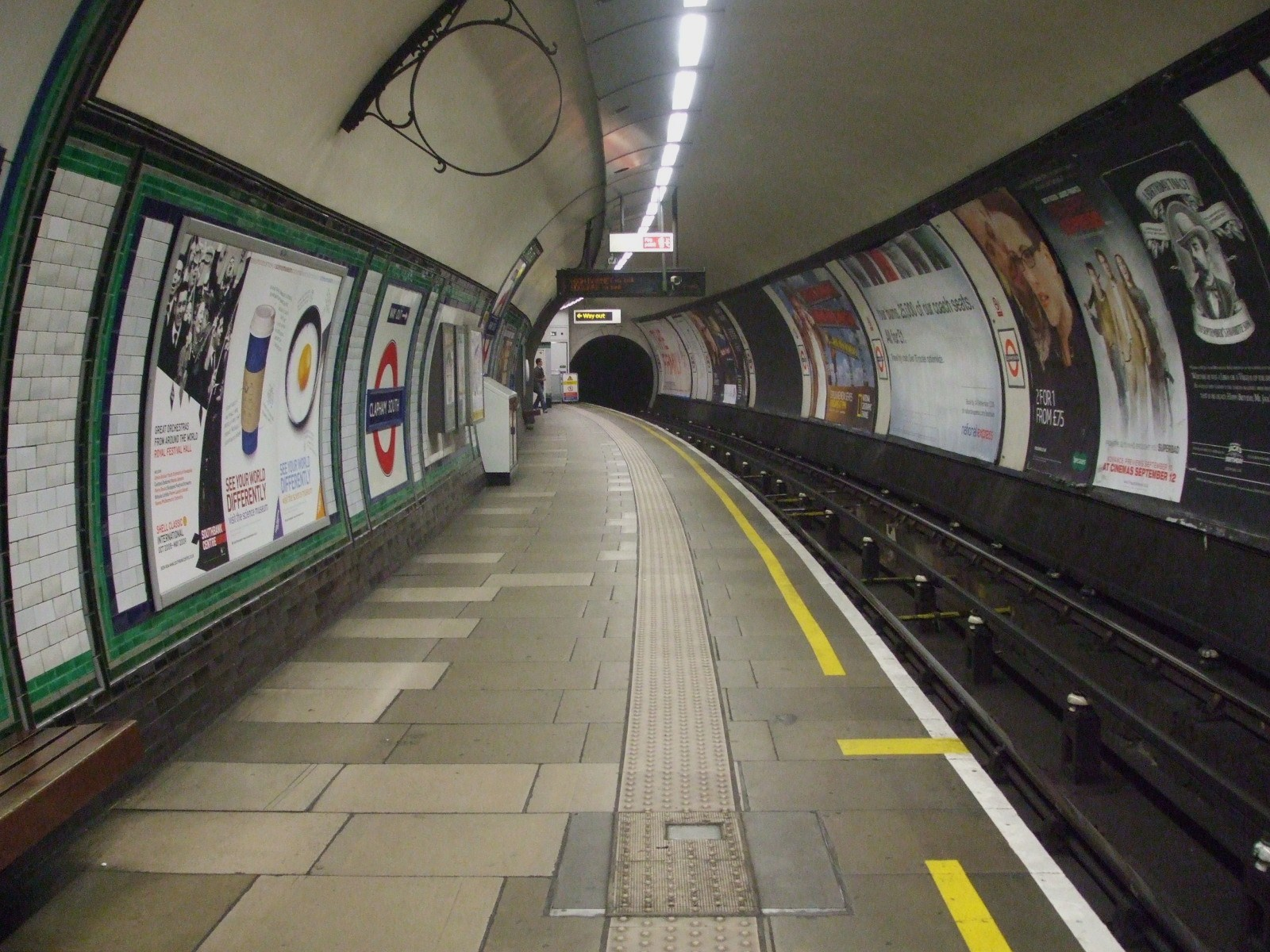
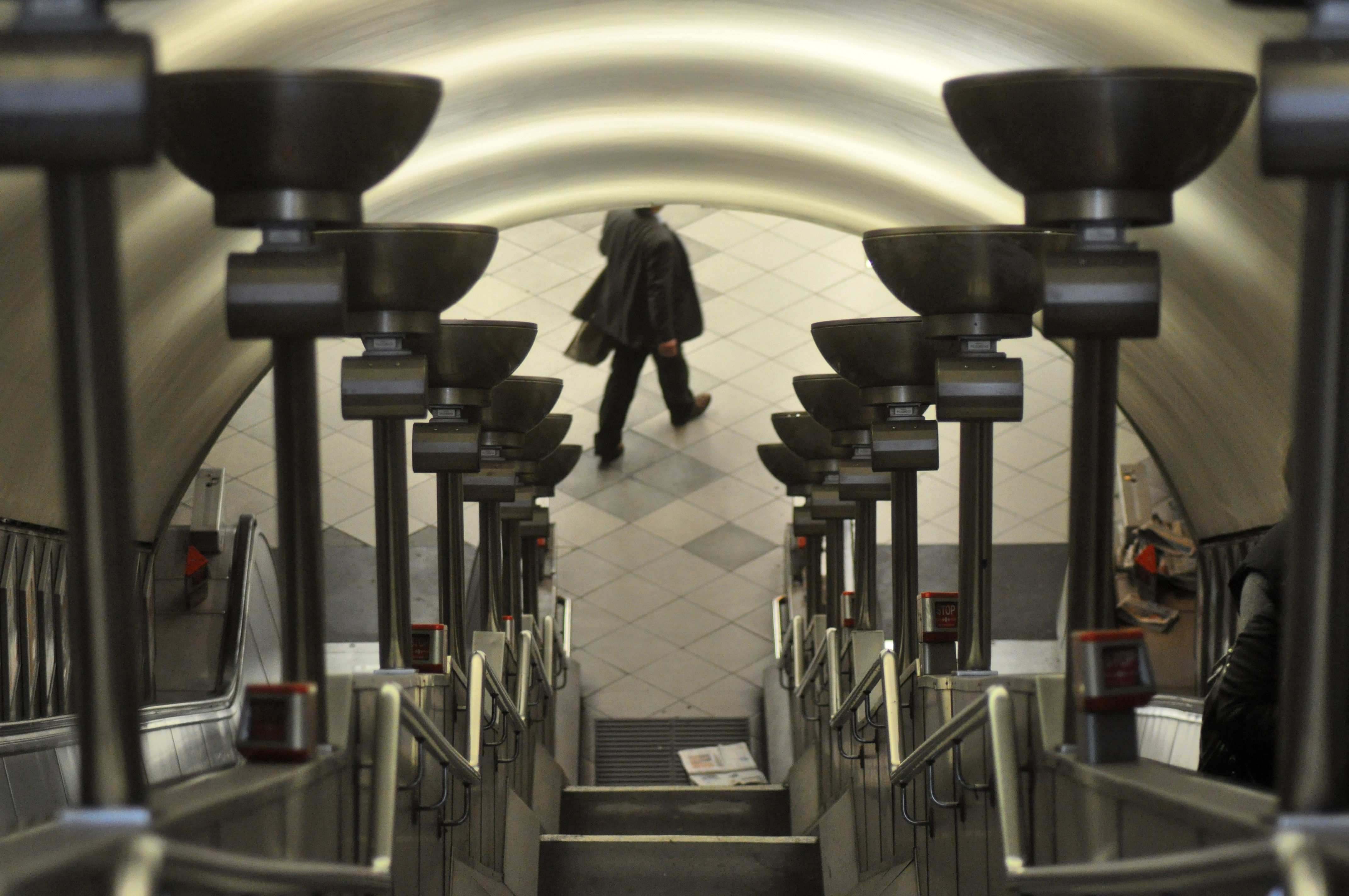
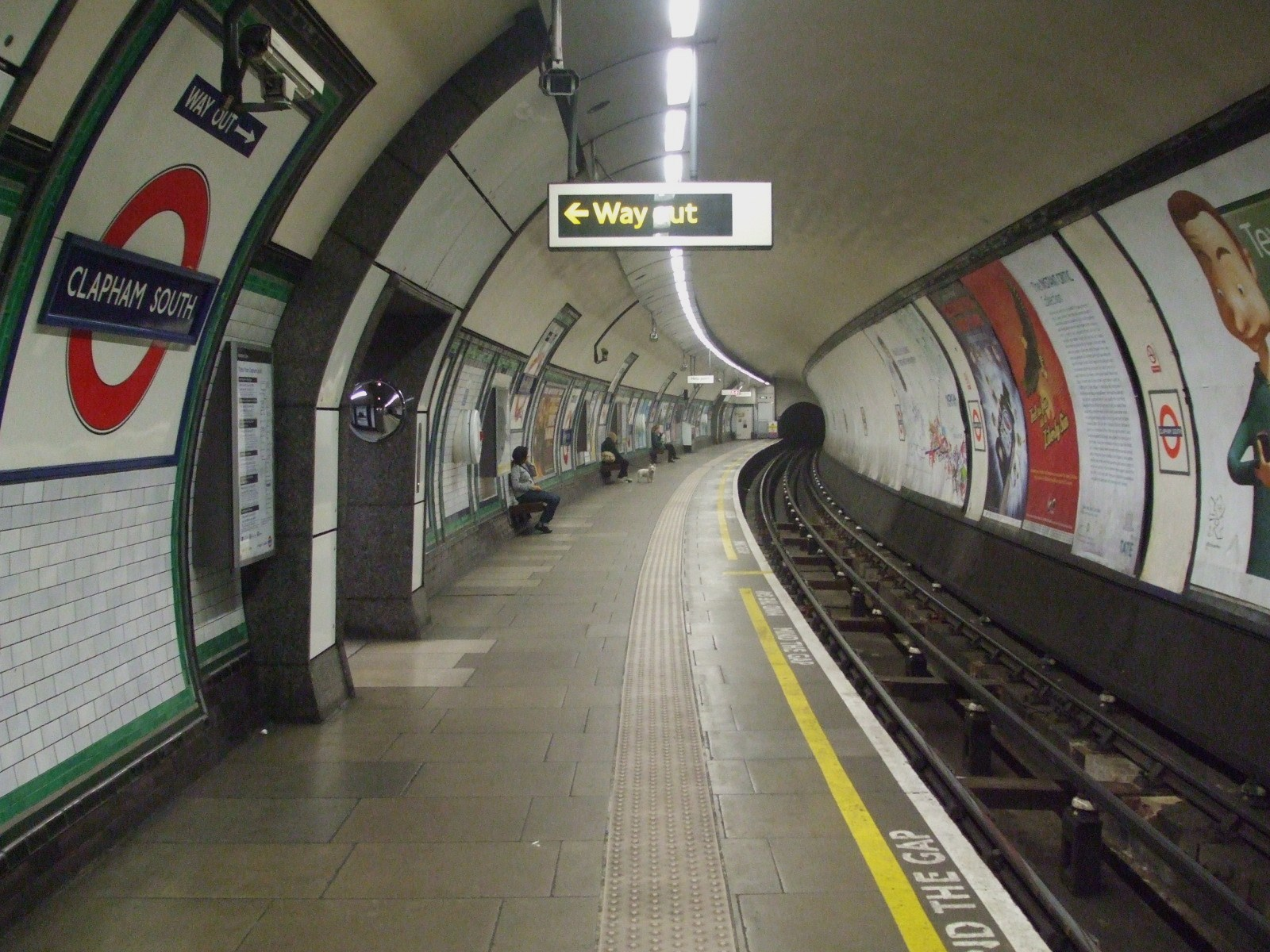
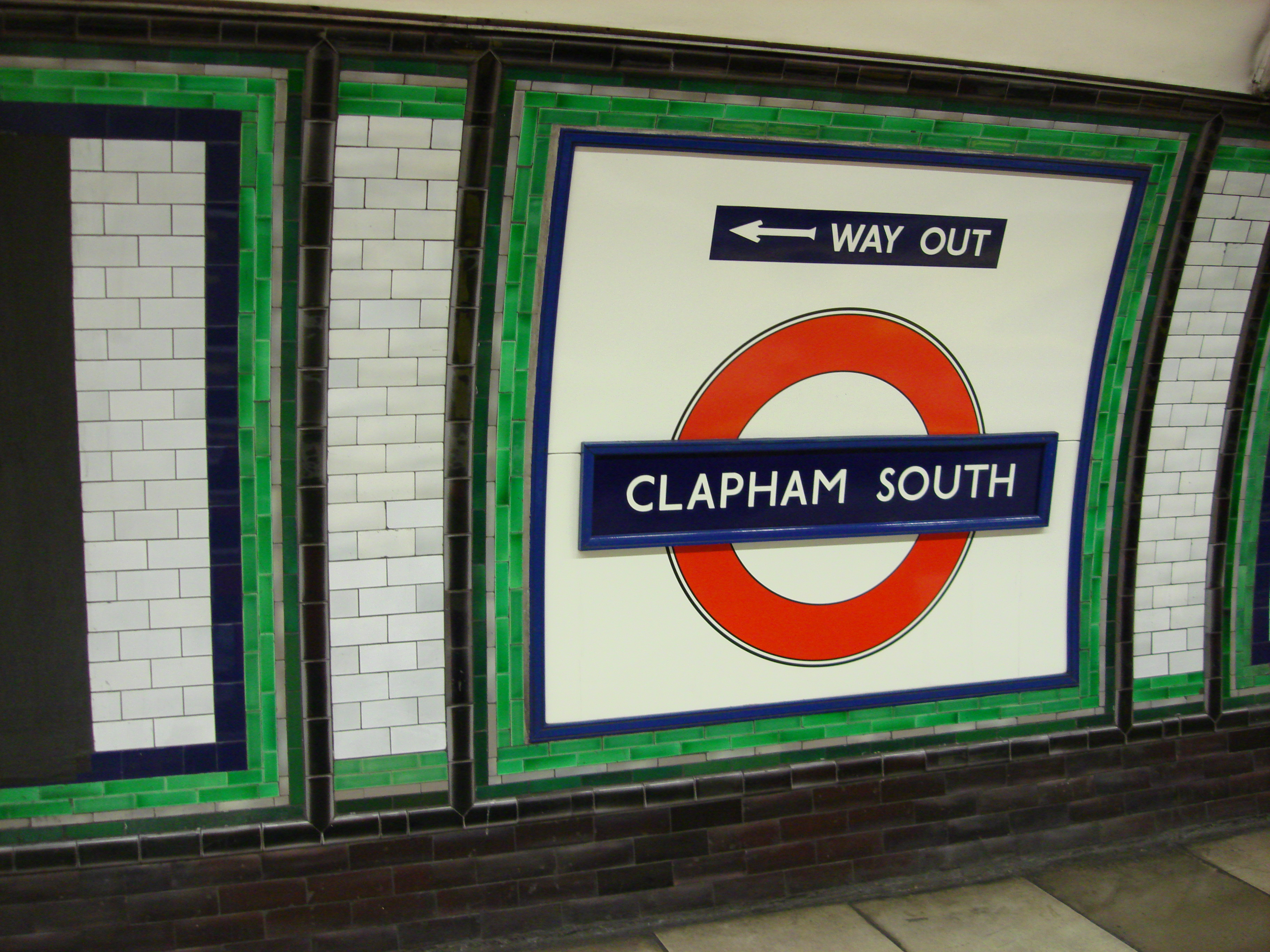